# Ladislav Hlaváček
Ladislav Hlaváček (Praga, 26 de junho de 1925 - 21 de abril de 2014) foi um futebolista e treinador checo, que atuava como atacante.

## Carreira
Ladislav Hlaváček fez parte do elenco da Seleção Tchecoslovaca de Futebol que disputou a Copa do Mundo de 1954.

## Ligações Externas
- Perfil em FIFA.com (em inglês)